# Shanghai Jewish Refugees Museum

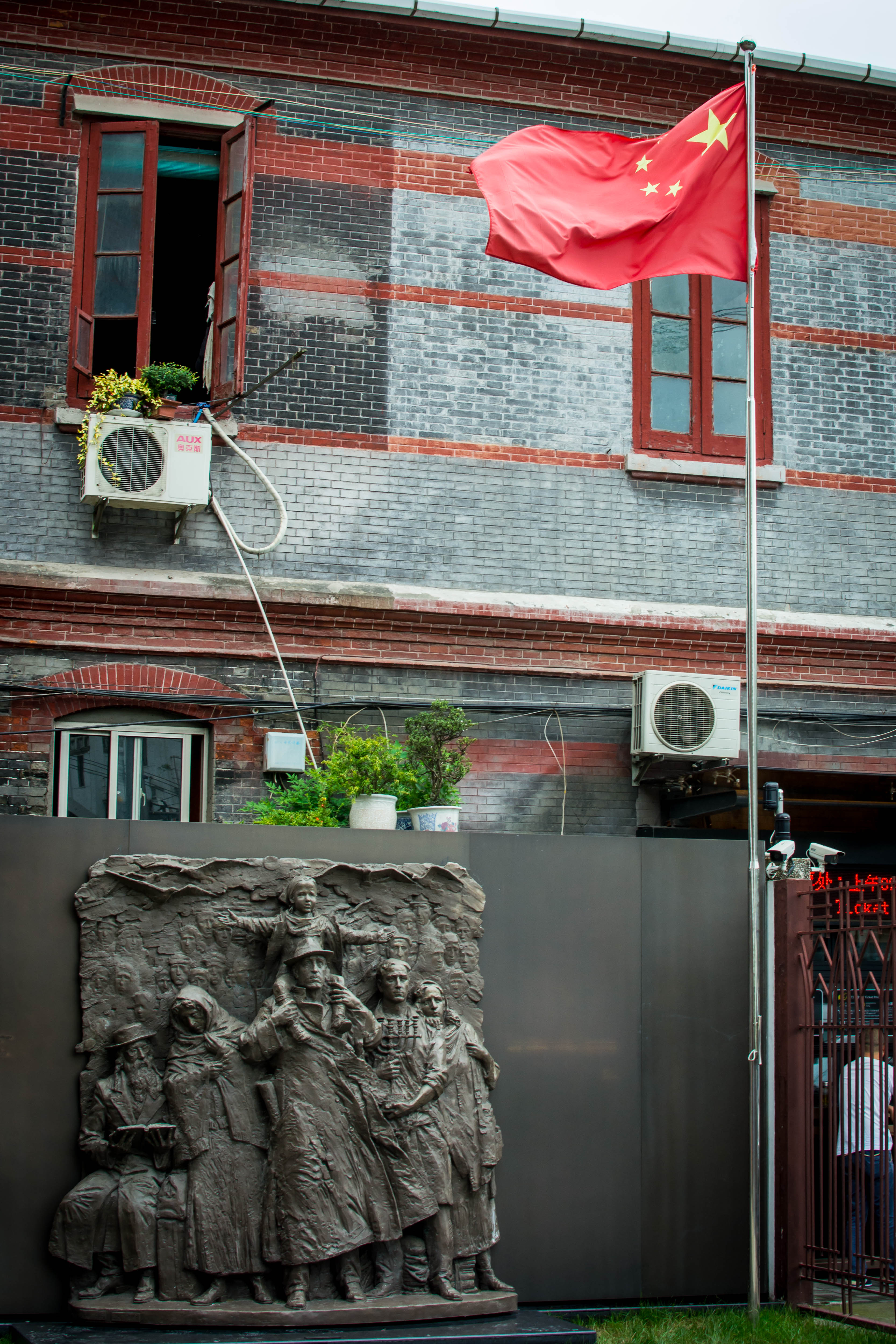
Monumento esposto all'ingresso del museo, con bandiera cinese.

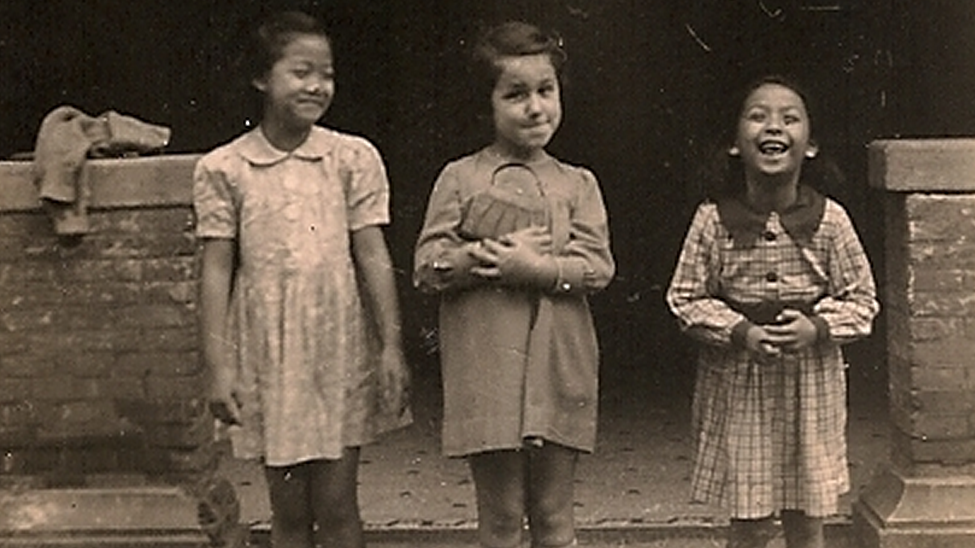
Una ragazza ebrea e i suoi amici cinesi nel ghetto di Shanghai, dalla collezione dello Shanghai Jewish Refugees Museum

Lo Shanghai Jewish Refugees Museum è un museo che commemora i rifugiati ebrei che vivevano a Shanghai durante la seconda guerra mondiale dopo essere fuggiti dall'Europa per sfuggire all'Olocausto. Si trova presso l'ex sinagoga Ohel Moshe o Moishe, nell'area storica di Tilanqiao del distretto di Hongkou. Il museo presenta documenti, fotografie, film e oggetti personali che documentano la vita di alcuni degli oltre 20.000 residenti ebrei del Ghetto di Shanghai durante l'occupazione giapponese.

## Contesto storico
Il museo si trova in quello che un tempo era il quartiere ebraico di Shanghai, che ospitava una comunità ebraica dalla fine del XIX secolo, nel distretto di Hongkou, precedentemente denominato Hongkew.
Dopo la battaglia di Shanghai del 1937 il Giappone occupò le sezioni cinesi di Shanghai, ma le concessioni straniere - la Concessione internazionale di Shanghai e la Concessione francese di Shanghai - erano ancora sotto il controllo delle potenze europee.
Negli anni '30 la Germania nazista incoraggiò gli ebrei tedeschi e austriaci ad emigrare, ma la maggior parte dei paesi chiuse i confini, con Shanghai e la Repubblica Dominicana come uniche eccezioni. 20.000 ebrei europei cercarono rifugio a Shanghai, che non richiedeva un visto per entrare, il numero più alto di qualsiasi altra città del mondo. La sinagoga Ohel Moshe era il principale luogo di culto per i rifugiati.
Poco dopo l'attacco a Pearl Harbor nel dicembre 1941 e la dichiarazione di guerra agli alleati il Giappone invase le concessioni estere di Shanghai e occupò la città. La guerra pose fine al flusso dei fondi americani ai profughi ebrei impoveriti. I giapponesi imposero le restrizioni e nel 1943 istituirono ufficialmente il ghetto di Shanghai, a Hongkou, costringendo la maggior parte degli ebrei a vivere lì. Dopo la seconda guerra mondiale la Cina cadde in una guerra civile, che si concluse con la vittoria del Partito Comunista nel 1949, e quasi tutti gli ebrei di Shanghai emigrarono nel 1956.

## La sinagoga Ohel Moshe
La congregazione Ohel Moshe fu fondata da immigrati ebrei russi a Shanghai nel 1907. Questa congregazione ashkenazita prese il nome da Moshe Greenberg, un membro della comunità ebraica russa, e si stabilì inizialmente in un locale in affitto. Quando la congregazione arrivò a contare 250 famiglie negli anni '20, Meir Ashkenazi, rabbino capo di Shanghai, sostenne la creazione di un nuovo edificio dedicato. Nel 1927 fu creata la struttura attuale, rimodellando un edificio a tre piani esistente nel distretto di Hongkou: fu rimosso il secondo piano e aggiunto un soppalco. La sinagoga è situata su quella che un tempo era Ward Road (ora Changyang Road), vicino alla prigione di Ward Road (ora prigione di Tilanqiao).
Nel 1949 la sinagoga fu confiscata dal governo comunista e trasformata in ospedale psichiatrico. Fu utilizzata anche come sede per uffici.  Riaprì negli anni '90.
Ohel Moshe e Ohel Rachel sono gli unici due templi ebraici della vecchia Shanghai ancora in piedi, dei sei originali. Nel 2004 la sinagoga Ohel Moshe fu iscritta nell'elenco dei tesori del patrimonio architettonico di Shanghai. Nel 2007 il governo del distretto di Hongkou la restaurò, riportandola allo stile architettonico iniziale in base ai disegni originali conservati negli archivi municipali, e la aprì come museo per commemorare i rifugiati ebrei. Alcuni degli edifici residenziali del periodo del ghetto si trovano ancora intorno all'ex sinagoga, sebbene la maggior parte sia stata demolita. Il museo e le altre strutture storiche fanno parte dell'area storica di Tilanqiao.

## Il monumento
Nel 2014 il museo inaugurò un monumento ai rifugiati, che comprende più di 13.000 nomi e una statua commemorativa che ricorda la loro esperienza. Il memoriale fu progettato dall'artista He Ning.

## La mostra
Il museo comprende l'edificio della sinagoga Ohel Moshe, sale espositive e un cortile. Nella sinagoga è esposta una piccola collezione di manufatti che racconta le vite di coloro che trovarono rifugio a Shanghai durante l'Olocausto. Una mostra al secondo piano della sinagoga è dedicata alla vita del rabbino capo di Shanghai Meir Ashkenazi. Sebbene la sinagoga contenga ancora un'arca della Torah, il parochet dell'Arca ed il bema del lettore, non ha un rotolo della Torah o i libri delle preghiere, perciò non può essere usata per la preghiera.
La seconda sala espositiva, completata nel 2007, ospita più di 140 fotografie storiche e altri pezzi, tra cui opere d'arte, il passaporto di un rifugiato, le copie della Shanghai Jewish Chronicle e una tavoletta di pietra su cui sono incise le parole del primo ministro israeliano Yitzhak Rabin pronunciate durante la sua  visita a Shangai. Viene proiettato anche un documentario sui rifugiati.
La terza sala espositiva fu completata nel maggio 2008 e viene utilizzata per le mostre temporanee.
Nel settembre 2014 nel sito fu inaugurato un muro commemorativo in rame lungo 34 metri, con incisi i nomi di 13.732 rifugiati ebrei ospitati in Cina durante la seconda guerra mondiale.